# Альтернативность
Альтернативность (бинарная ассоциативность) — свойство бинарной операции {\displaystyle \circ }, являющееся ослабленным вариантом ассоциативности: для любых элементов {\displaystyle x,\;y}
- {\displaystyle \ (x\circ y)\circ y=x\circ (y\circ y)} — правая альтернативность,
- {\displaystyle \ y\circ (y\circ x)=(y\circ y)\circ x} — левая альтернативность.

Всякая ассоциативная операция является альтернативной; обратное в общем случае неверно: например, умножение октонионов альтернативно, но не ассоциативно.
Во всякой магме, пара элементов которой порождает ассоциативную подмагму, бинарная операция альтернативна. Обратное в общем случае неверно, но в случае неассоциативных колец из альтернативности кольца следует ассоциативность порождённых каждой парой элементов подколец (теорема Артина).
Исторически первый пример альтернативной структуры — числа Кэли, образующие альтернативное тело; важные приложения в физике имеются у альтернативных алгебр.
Другой вариант ослабления ассоциативности — степенная ассоциативность. Иногда это свойство считается более слабым, чем альтернативность, поскольку при некоторых дополнительных условиях из альтернативности следует степенная ассоциативность, но в общем случае это не так: например, для магмы из элементов {\displaystyle e_{\star },e_{1},e_{2}\dots } с альтернативным умножением, введённым следующим образом:
- {\displaystyle e_{i}\circ e_{j}=e_{i+j}} кроме {\displaystyle e_{3}\circ e_{3}=e_{\star }},
- {\displaystyle e_{\star }\circ e_{i}=e_{i}\circ e_{\star }=e_{i+6}},
- {\displaystyle e_{\star }\circ e_{\star }=e_{12}}

степенная ассоциативность не выполняется:
{\displaystyle ((e_{1}\circ e_{1})\circ e_{1})\circ ((e_{1}\circ e_{1})\circ e_{1})=e_{3}\circ e_{3}=e_{\star }\neq e_{6}=e_{1}^{6}}.